# Ana María Berlanga
Ana María Berlanga (Montemorelos, 8 de abril de 1880-Ciudad de México, 1935) fue una pedagoga mexicana con amplia trayectoria docente, de administración y dirección de instituciones educativas. Se le reconoce por haber sido la primera educadora en especializarse en la enseñanza de personas con discapacidad auditiva y en su inclusión social.

## Biografía
Nació en el seno de una familia humilde, fue la hija mayor de David Berlanga, trabajador de una fábrica, y de Francisca Guerrero; la pareja tuvo dos varones y otra niña. Con tan solo doce años y con la ayuda de su madre, se postuló para el puesto de directora de la escuela de su localidad y ganó por oposición. Por esta razón, se trasladó para estudiar en la Escuela Normal de Monterrey y se tituló en 1895.

## Trayectoria
Fue una reconocida profesora de primaria en las áreas rurales en los estados de Coahuila y Nuevo León. Llegó a ser directora en Villa Juárez y en Torreón. En 1907, la nombraron catedrática de la Escuela Normal de Saltillo y en 1911, directora de la Escuela Primaria 2.
A inicios de 1912, se le nombró directora de la Escuela Normal de Profesoras. Con este cargo asistió al Congreso de Pedagogía de Jalapa, donde representó al estado de San Luis Potosí. Dos mujeres asistieron a este Congreso; de esta forma empezaba a perfilarse la presencia femenina en la educación. Durante este cargo modernizó los métodos de enseñanza. Al mismo tiempo que se desempeñaba como directora de la escuela, seguía impartiendo cátedras de trabajos manuales, en particular la enseñanza de costura. Durante los años que estuvo como directora, incrementó el número de estudiantes, resaltando el aumento de mujeres.

## Movimiento revolucionario
Ana María Berlanga fue simpatizante del movimiento armado contra Porfirio Díaz. En el Archivo Nacional, se encuentra la carta que en 1911 le escribió a Francisco I. Madero, donde manifiesta el apoyo a su causa y le advertía que no se dirigiera a la Ciudad de México sino hasta que Porfirio Díaz dejara el poder.
Tras la muerte de Madero, Victoriano Huerta asumió la presidencia de la República y con este hubo un cambio en las entidades estatales que influyó en las instituciones educativas y se generaron movimientos en el personal directivo de las Escuelas Normales. Berlanga dejó su cargo y se trasladó a la Ciudad de México, incorporándose a los revolucionarios. En 1915, confrontó a Francisco Villa por la orden de asesinato contra su hermano David Berlanga Guerrero y participó de manera activa contra el régimen del general Victoriano Huerta.
A la caída de Victoriano Huerta, retomó su labor docente y fue nombrada profesora de botánica, cosmografía, psicología y geografía en la Escuela Normal de México.

## Inclusión social de las personas con discapacidad auditiva
En 1918 fue asignada como directora de la Escuela Nacional de Sordomudos. Durante su administración, se realizó una modificación completa al plan de estudios, y se cambió el énfasis dado antes a la educación elemental por un enfoque en la adquisición de habilidades prácticas, en especial la capacidad de hablar y el aprendizaje de un oficio. Para elaborar este plan, realizó observaciones en la práctica educativa, así como en la experiencia de los profesores y también revisó los archivos de la escuela y consultó las estadísticas para conocer los resultados obtenidos; asimismo, consultó el material disponible, y todo ello permitió producir este plan de estudios y programas. Para que dicho plan funcionara de una manera óptima, elaboró un reglamento que incluyó 16 artículos con la intención de normar la educación.[cita requerida]
Debido al conflicto revolucionario, no había equipo ni material en la Escuela Nacional de Sordomudos; sin embargo, en otras instituciones cercanas no existía esa limitación, por lo que se consiguió firmar los convenios necesarios para que los alumnos recibieran una formación que les permitiría ganarse la vida. Incluso logró un acuerdo que permitió a un grupo de jóvenes sordos recibir capacitación especializada en los talleres de la Escuela Práctica de Ingenieros. Los alumnos sordos que se beneficiaron de este programa pues, además de las habilidades técnicas que adquirieron, se les permitió convivir con otros no sordos en el ámbito laboral, lo cual fue muy útil para su futuro.
Como parte de su preparación, fue delegada de México en el Congreso de Sordomudos de Filadelfia, Estados Unidos. Es considerada como precursora en la inclusión social para los sordomudos.[cita requerida]